# Quinto Emilio Leto
Quinto Emilio Leto (muerto en el 193 en Roma) fue un prefecto de la guardia imperial romana, conocida como la Guardia Pretoriana, desde 191 hasta su muerte en 193. Accedió a esta posición tras la muerte de sus predecesores Regillo y Julio Juliano, por nombramiento del emperador Cómodo. Su nombre sugiere que su familia recibió la ciudadanía romana de Marco Emilio Lépido.
Cuando el comportamiento de Cómodo se volvió cada vez más errático durante la década de 190, se cree que Leto estuvo implicado en la conspiración que condujo al asesinato del emperador el 31 de diciembre del 192. La trama fue un intento calculado para promocionar al prefecto de la ciudad, Publio Helvio Pertinax, al trono, pero el asesinato inadvertidamente inició un período de guerra civil conocido como el año de los cinco emperadores, durante el cual el Imperio Romano fue testigo de cinco pretendientes diferentes al poder imperial. El año comenzó con los breves reinados de Pertinax y Didio Juliano, antes de estallar en una guerra a gran escala entre los generales Pescennio Níger, Clodio Albino y Septimio Severo.
Aunque el propio Leto fue el responsable de la pretensión de Pertinax, la mayoría de la Guardia Pretoriana se opuso a su reclamo del púrpura imperial, lo que obligó a Pertinax a asegurar su apoyo a cambio de una promesa ingente de dinero. Sin embargo, cuando logró pagar solo la mitad de la suma prometida, fue abandonado por Leto y asesinado por pretorianos desleales. Posteriormente el propio Leto, aún prefecto de la guardia pretoriana, procedió a vender el trono del Imperio por subasta a Didio Juliano. En respuesta, los ejércitos de Pescennio Níger, Clodio Albino y Septimio Severo se sublevaron y marcharon hacia Roma. Cuando su caída parecía inminente, Didio Juliano ordenó la ejecución de Leto y los conspiradores contra Cómodo, bajo la sospecha de que se pondrían del lado de Severo.